# Noorwegen op de Olympische Winterspelen 1988
Tijdens de Olympische Winterspelen van 1988, die in Calgary (Canada) werden gehouden, nam Noorwegen voor de vijftiende keer deel. Het waren voor het land de minst succesvolle spelen ooit. De wintersportgrootmacht, Noorwegen staat bovenaan in de eeuwige ranglijst voor de Winterspelen behaalde geen enkele gouden medaille.

## Medailleoverzicht
| Sport          | Olympiër                                                                  | Discipline                   | Medaille |
| -------------- | ------------------------------------------------------------------------- | ---------------------------- | -------- |
| Langlaufen     | Pål Gunnar Mikkelsplass                                                   | 15 km klassiek (m)           | Zilver   |
| Langlaufen     | Trude Dybendahl Marit Wold Anne Jahren Marianne Dahlmo                    | 4x5 km estafette (v)         | Zilver   |
| Schansspringen | Erik Johnsen                                                              | grote schans individueel (m) | Zilver   |
| Langlaufen     | Vegard Ulvang                                                             | 30 km klassiek (m)           | Brons    |
| Schansspringen | Ole Christian Eidhammer Jon Inge Kjørum Ole Gunnar Fidjestøl Erik Johnsen | grote schans team (m)        | Brons    |

## Deelnemers en resultaten

### Alpineskiën
| Olympiër             | Discipline       | Resultaat | Prestatie                                                                          |
| -------------------- | ---------------- | --------- | ---------------------------------------------------------------------------------- |
| Finn Christian Jagge | afdaling (m)     | 35e       | 2.07,64 (+8,01)                                                                    |
| Finn Christian Jagge | super g (m)      | dnf       | opgave                                                                             |
| Finn Christian Jagge | reuzenslalom (m) | dnf-2     | opgave run 2 1.09,70+dnf                                                           |
| Finn Christian Jagge | slalom (m)       | dnf-2     | opgave run 2 53,40+dnf                                                             |
| Finn Christian Jagge | combinatie (m)   | 9e        | 95,21 (+58,66) afdaling: 85,66 p. (1.54,66) slalom: 9,55 p. (1.26,14: 43,35+42,79) |
| Atle Skårdal         | afdaling (m)     | 15e       | 2.03,26 (+3,63)                                                                    |
| Atle Skårdal         | super g (m)      | dnf       | opgave                                                                             |
| Atle Skårdal         | combinatie (m)   | dns-s1    | niet gestart slalom run 1 afdaling: 1.50,27                                        |
| Jan Einar Thorsen    | afdaling (m)     | 24e       | 2.04,77 (+5,14)                                                                    |
| Jan Einar Thorsen    | super g (m)      | dnf       | opgave                                                                             |
| Jan Einar Thorsen    | combinatie (m)   | dns-s1    | niet gestart slalom run 1 afdaling: 1.51,89                                        |

### Biatlon
| Olympiër                                                 | Discipline             | Resultaat | Prestatie |
| -------------------------------------------------------- | ---------------------- | --------- | --- |
| Geir Einang                                              | 10 km (m)              | 11e       | 26.13,3 (+1.05,2) pen.: 0 (0 + 0)                                                                                           |
| Gisle Fenne                                              | 20 km (m)              | 30e       | 1:01.56,5 (+5.23,2) pen.: 5 (1 + 1 + 3 + 0)                                                                                 |
| Sylfest Glimsdal                                         | 20 km (m)              | 39e       | 1:03.46,9 (+7.13,6) pen.: 8 (2 + 4 + 0 + 2)                                                                                 |
| Sverre Istad                                             | 10 km (m)              | 30e       | 27.34,3 (+2.26,2) pen.: 5 (1 + 4)                                                                                           |
| Eirik Kvalfoss                                           | 10 km (m)              | 20e       | 26.51,9 (+1.43,8) pen.: 4 (2 + 2)                                                                                           |
| Eirik Kvalfoss                                           | 20 km (m)              | 6e        | 57.54,6 (+1.21,3) pen.: 3 (1 + 1 + 1 + 0)                                                                                   |
| Frode Løberg                                             | 10 km (m)              | 14e       | 26.32,9 (+1.24,8) pen.: 1 (1 + 0)                                                                                           |
| Frode Løberg                                             | 20 km (m)              | 20e       | 1:00.52,7 (+4.19,4) pen.: 4 (1 + 0 + 3 + 0)                                                                                 |
| Team Geir Einang Frode Løberg Gisle Fenne Eirik Kvalfoss | 4x7,5 km estafette (m) | 6e        | 1:25.57,0 (+3.27,0) pen.: 0 21.58,6 pen.: 0 (0 + 0) 21.46,4 pen.: 0 (0 + 0) 20.59,9 pen.: 0 (0 + 0) 21.12,1 pen.: 0 (0 + 0) |

### Langlaufen
| Olympiër                                                           | Discipline            | Resultaat | Prestatie                                           |
| ------------------------------------------------------------------ | --------------------- | --------- | --------------------------------------------------- |
| Torgeir Bjørn                                                      | 50 km vrije stijl (m) | 11e       | 2:08.41,0 (+4.10,1)                                 |
| Oddvar Brå                                                         | 15 km klassiek (m)    | 4e        | 42.17,3 (+58,4)                                     |
| Martin Hole                                                        | 30 km klassiek (m)    | 31e       | 1:31.47,5 (+7.21,2)                                 |
| Tor Håkon Holte                                                    | 30 km klassiek (m)    | 21e       | 1:29.59,5 (+5.33,2)                                 |
| Tor Håkon Holte                                                    | 50 km vrije stijl (m) | 31e       | 2:12.56,6 (+8.25,7)                                 |
| Terje Langli                                                       | 15 km klassiek (m)    | 12e       | 42.59,3 (+1.40,4)                                   |
| Pål Gunnar Mikkelsplass                                            | 15 km klassiek (m)    | Zilver    | 41.33,4 (+14,5)                                     |
| Pål Gunnar Mikkelsplass                                            | 30 km klassiek (m)    | 6e        | 1:25.44,6 (+1.18,3)                                 |
| Pål Gunnar Mikkelsplass                                            | 50 km vrije stijl (m) | 9e        | 2:08.20,0 (+3.49,1)                                 |
| Vegard Ulvang                                                      | 15 km klassiek (m)    | 7e        | 42.31,5 (+1.12,6)                                   |
| Vegard Ulvang                                                      | 30 km klassiek (m)    | Brons     | 1:25.11,6 (+45,3)                                   |
| Vegard Ulvang                                                      | 50 km vrije stijl (m) | 4e        | 2:06.32,3 (+2.01,4)                                 |
| Team Pål Gunnar Mikkelsplass Oddvar Brå Vegard Ulvang Terje Langli | 4x10 km estafette (m) | 6e        | 1:46.48,7 (+2.50,1) 26.26,5 27.29,7 26.10,3 26.42,2 |
|                                                                    |                       |           |                                                     |
| Anette Bøe                                                         | 20 km vrije stijl (v) | 20e       | 59.45,8 (+3.52,2)                                   |
| Marianne Dahlmo                                                    | 5 km klassiek (v)     | 9e        | 15.30,4 (+26,4)                                     |
| Marianne Dahlmo                                                    | 20 km vrije stijl (v) | 8e        | 58.31,1 (+2.37,5)                                   |
| Marit Elveos                                                       | 20 km vrije stijl (v) | 18e       | 59.33,2 (+3.39,6)                                   |
| Anne Jahren                                                        | 5 km klassiek (v)     | 4e        | 15.12,6 (+8,6)                                      |
| Anne Jahren                                                        | 10 km klassiek (v)    | 16e       | 31.34,1 (+1.25,8)                                   |
| Marit Wold                                                         | 10 km klassiek (v)    | 15e       | 31.31,6 (+1.23,3)                                   |
| Marit Wold                                                         | 20 km vrije stijl (v) | 24e       | 1:00.55,0 (+5.01,4)                                 |
| Inger Helene Nybråten                                              | 5 km klassiek (v)     | 6e        | 15.17,7 (+13,7)                                     |
| Inger Helene Nybråten                                              | 10 km klassiek (v)    | 6e        | 30.51,7 (+43,4)                                     |
| Britt Pettersen                                                    | 5 km klassiek (v)     | 11e       | 15.36,7 (+32,7)                                     |
| Britt Pettersen                                                    | 10 km klassiek (v)    | 14e       | 31.20,5 (+1.12,2)                                   |
| Team Trude Dybendahl Marit Wold Anne Jahren Marianne Dahlmo        | 4x5 km estafette (v)  | Zilver    | 1:01.33,0 (+1.41,9) 15.37,8 15.32,2 15.31,6 14.51,4 |

### Noordse combinatie
| Olympiër                                                   | Discipline      | Resultaat | Prestatie |
| ---------------------------------------------------------- | --------------- | --------- | --- |
| Torbjørn Løkken                                            | individueel (m) | 6e        | +1.25,5 — schans: 199,4 p — 15 km: 37.39,0 |
| Trond Arne Bredesen                                        | individueel (m) | 11e       | +2.15,1 — schans: 215,2 p — 15 km: 40.13,9 |
| Hallstein Bøgseth                                          | individueel (m) | 23e       | +4.11,9 — schans: 197,7 p — 15 km: 40.14,0 |
| Knut Leo Abrahamsen                                        | individueel (m) | 26e       | +4.38,7 — schans: 204,1 p — 15 km: 41.23,5 |
| Team Hallstein Bøgseth Trond Arne Bredesen Torbjørn Løkken | team (m)        | 4e        | +48,4 — schans: 596,6 p — 30 km: 1:18.48,4 schans: 195,0 p — 10 km: 26.18,6 schans: 201,1 p — 10 km: 27.04,0 schans: 200,5 p — 10 km: 25.25,8 |

### Schaatsen
| Olympiër             | Discipline   | Resultaat | Prestatie         |
| -------------------- | ------------ | --------- | ----------------- |
| Rolf Falk-Larssen    | 1000 m (m)   | 26e       | 1.15,42 (+2,39)   |
| Rolf Falk-Larssen    | 1500 m (m)   | 21e       | 1.55,94 (+3,88)   |
| Rolf Falk-Larssen    | 5000 m (m)   | 12e       | 6.54,37 (+9,74)   |
| Bjørn Hagen          | 500 m (m)    | 18e       | 37,69 (+1,24)     |
| Bjørn Hagen          | 1000 m (m)   | dnf       | opgave            |
| Geir Karlstad        | 5000 m (m)   | 7e        | 6.50,88 (+6,25)   |
| Geir Karlstad        | 10.000 m (m) | dnf       | opgave            |
| Frode Rønning        | 500 m (m)    | 10e       | 37,31 (+0,86)     |
| Frode Rønning        | 1000 m (m)   | 25e       | 1.15,39 (+2,36)   |
| Frode Syvertsen      | 1500 m (m)   | 33e       | 1.58,37 (+6,31)   |
| Frode Syvertsen      | 5000 m (m)   | 33e       | 7.05,57 (+20,94)  |
| Frode Syvertsen      | 10.000 m (m) | 21e       | 14.32,08 (+43,88) |
|                      |              |           |                   |
| Edel Therese Høiseth | 500 m (v)    | 14e       | 40,95 (+1,85)     |
| Edel Therese Høiseth | 1000 m (v)   | 15e       | 1.21,90 (+4,25)   |
| Edel Therese Høiseth | 1500 m (v)   | 20e       | 2.09,34 (+8,66)   |
| Minna Nystedt        | 1500 m (v)   | 25e       | 2.12,40 (+11,72)  |
| Minna Nystedt        | 3000 m (v)   | 25e       | 4.35,35 (+23,41)  |
| Minna Nystedt        | 5000 m (v)   | 24e       | 7.54,11 (+39,98)  |

### Schansspringen
| Olympiër                                                                       | Discipline                     | Resultaat | Prestatie |
| ------------------------------------------------------------------------------ | ------------------------------ | --------- | --- |
| Ole Christian Eidhammer                                                        | normale schans individueel (m) | 19e       | 186,7 punten 92,3 p. (79,5 m) + 94,4 p. (80,5 m) |
| Ole Christian Eidhammer                                                        | grote schans individueel (m)   | 17e       | 187,9 punten 104,8 p. (108,5 m) + 83,1 p. (98,0 m) |
| Ole Gunnar Fidjestøl                                                           | normale schans individueel (m) | 22e       | 184,4 punten 91,3 p. (79,5 m) + 93,1 p. (80,0 m) |
| Erik Johnsen                                                                   | normale schans individueel (m) | 41e       | 171,1 punten 80,1 p. (75,0 m) + 91,0 p. (79,0 m) |
| Erik Johnsen                                                                   | grote schans individueel (m)   | Zilver    | 207,9 punten 113,7 p. (114,5 m) + 94,2 p. (102,0 m) |
| Jon Inge Kjørum                                                                | grote schans individueel (m)   | 15e       | 189,2 punten 99,2 p. (107,0 m) + 90,0 p. (101,5 m) |
| Vegard Opaas                                                                   | normale schans individueel (m) | 45e       | 166,2 punten 92,9 p. (80,5 m) + 73,3 p. (72,0 m) |
| Vegard Opaas                                                                   | grote schans individueel (m)   | 19e       | 185,2 punten 99,8 p. (106,0 m) + 85,4 p. (97,5 m) |
| Team Ole Christian Eidhammer Jon Inge Kjørum Ole Gunnar Fidjestøl Erik Johnsen | grote schans team (m)          | Brons     | 596,1 punten 94,2 p. (102,0 m) + 83,0 p. (96,5 m) 39,1 p. (78,0 m) + 89,3 p. (101,0 m) 93,2 p. (104,5 m) + 100,7 p. (107,0 m) 108,2 p. (109,5 m) + 110,5 p. (111,5 m) |

### IJshockey
| Olympiër | Discipline | Resultaat | Prestatie |
| --- | ---------- | --------- | --- |
| Jarl Eriksen Vern Mott Cato Tom Andersen Morgan Andersen Tor Helge Eikeland Åge Ellingsen Tommy Skaarberg Truls Kristiansen Kim Søgaard Petter Salsten Jørgen Salsten Arne Billkvam Stephen Foyn Jarle Friis Rune Gulliksen Geir Hoff Roy Johansen Erik Kristiansen Ørjan Løvdal Sigurd Thinn Petter Thoresen Marius Voigt Lars Bergseng | mannen     | 12e       | Voorronde groep B: 0- 5 Noorwegen - Sovjet-Unie 3- 7 Noorwegen - Bondsrepubliek Duitsland 1-10 Noorwegen - Tsjecho-Slowakije 3- 6 Noorwegen - Verenigde Staten 4- 4 Noorwegen - Oostenrijk 11e plaats: 6- 7 Noorwegen - Frankrijk |

Amerikaanse Maagdeneilanden · Andorra · Argentinië · Australië · België · Bolivia · Bondsrepubliek Duitsland · Bulgarije · Canada · Chili · China · Chinees Taipei · Costa Rica · Cyprus · Denemarken · Duitse Democratische Republiek · Fiji · Filipijnen · Finland · Frankrijk · Griekenland · Groot-Brittannië · Guam · Guatemala · Hongarije · IJsland · India · Italië · Jamaica · Japan · Joegoslavië · Libanon · Liechtenstein · Luxemburg · Marokko · Mexico · Monaco · Mongolië · Nederland · Nederlandse Antillen · Nieuw-Zeeland · Noord-Korea · Noorwegen · Oostenrijk · Polen · Portugal · Puerto Rico · Roemenië · San Marino · Sovjet-Unie · Spanje · Tsjecho-Slowakije · Turkije · Verenigde Staten · Zuid-Korea · Zweden · Zwitserland